# 페헤르저르머트구

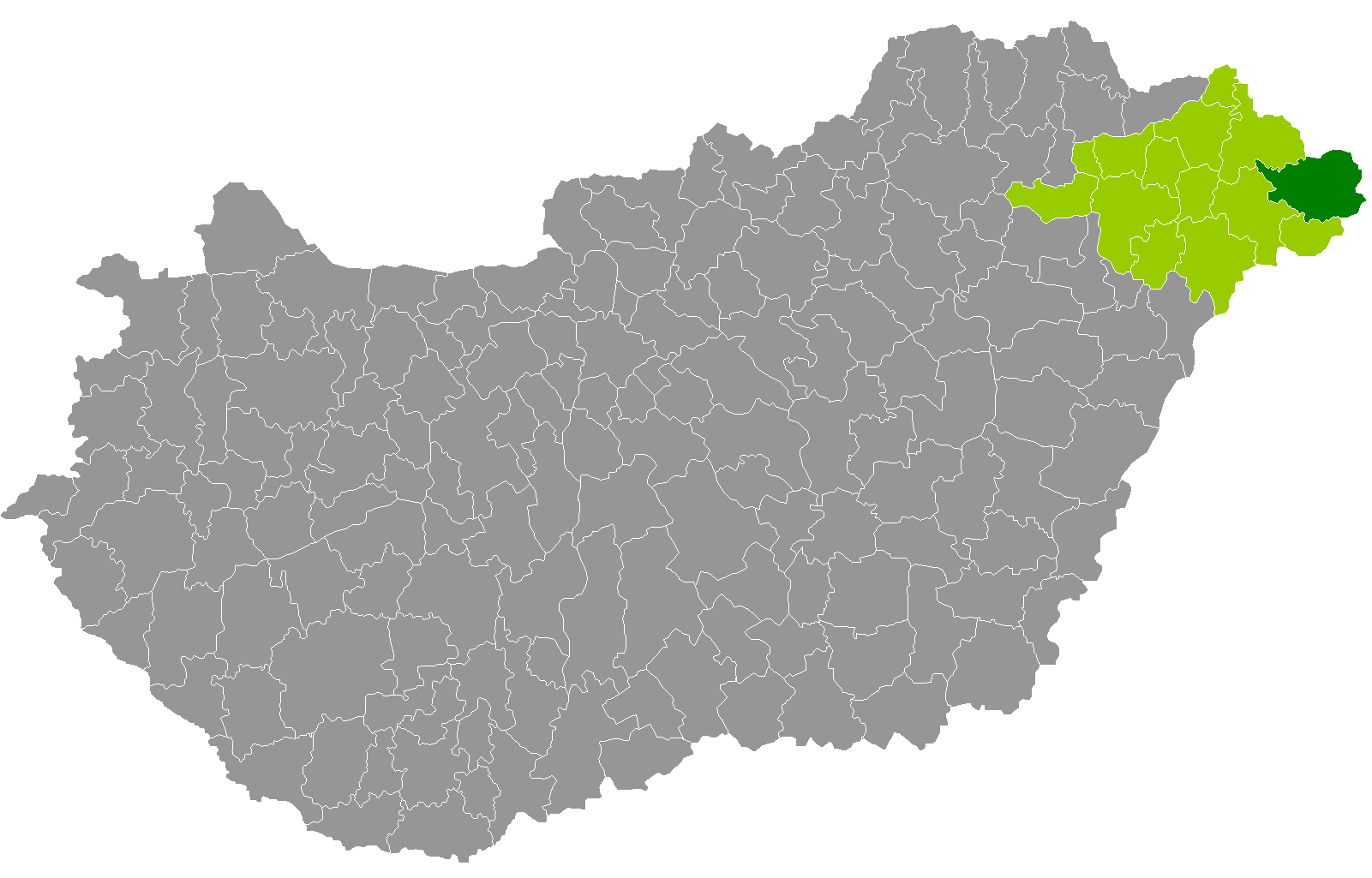
서볼치서트마르베레그주 지도에 표시된 페헤르저르머트구의 위치

페헤르저르머트구(헝가리어: Fehérgyarmati járás)는 헝가리 서볼치서트마르베레그주에 위치한 구로 구청 소재지는 페헤르저르머트이며 면적은 707.37km2, 인구는 37,259명(2011년 기준), 인구 밀도는 53명/km2이다.
남쪽으로는 첸게르구, 서쪽으로는 마테설커구, 북서쪽으로는 바샤로슈너메니구와 접하며 북쪽으로는 우크라이나, 동쪽으로는 루마니아와 국경을 접한다. 50개 지방 자치체(1개 시, 49개 마을)를 관할한다.

구 문장